# Atletism la Jocurile Olimpice de vară din 1964 - Aruncarea suliței (feminin)

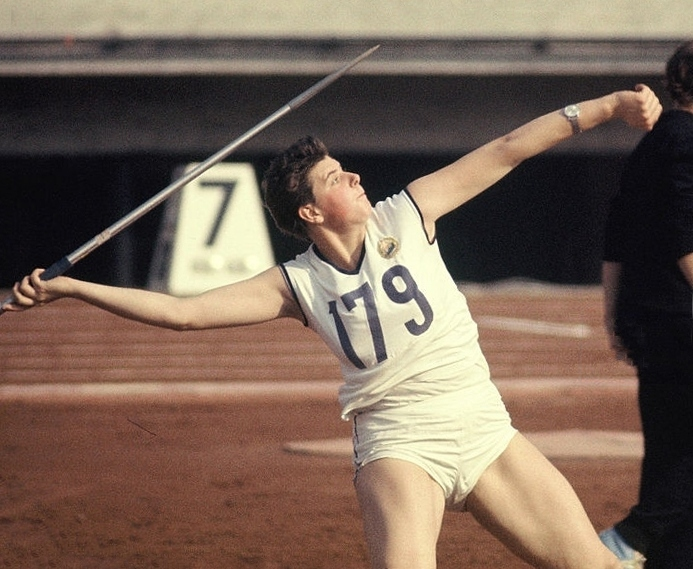
Mihaela Peneș a câștigat medalia de aur.

Proba feminină de aruncare a suliței de la Jocurile Olimpice de vară din 1964 a avut loc pe 16 octombrie 1964 pe Stadionul Național din Tokyo.

## Recorduri
Înaintea acestei competiții, recordurile mondiale și olimpice erau următoarele:
| Record  | Atletă               | Rezultat | Loc           | Data              |
| ------- | -------------------- | -------- | ------------- | ----------------- |
| Mondial | Elvīra Ozoliņa (URS) | 59,78 m  | Moscova, URSS | 3 iulie 1963      |
| Olimpic | Elvīra Ozoliņa (URS) | 55,98 m  | Roma, Italia  | 1 septembrie 1960 |

## Rezultate

### Calificări
S-a calificat în finală orice atletă care a reușit o aruncare de cel puțin 51,00 m respectiv cele mai bune 12 atlete.
| Loc | Atletă             | Țară                         | 1       | 2       | 3       | Distanță   |
| --- | ------------------ | ---------------------------- | ------- | ------- | ------- | ---------- |
| 1   | Elena Gorceakova   | Uniunea Sovietică            | 62,40 m | –       | –       | 62,40 m RM |
| 2   | Elvīra Ozoliņa     | Uniunea Sovietică            | 56,38 m | –       | –       | 56,38 m    |
| 3   | Márta Rudas        | Ungaria                      | 52,23 m | –       | –       | 52,23 m    |
| 4   | Anneliese Gerhards | Echipa Unificată a Germaniei | 49,88 m | 49,71 m | 52,23 m | 52,23 m    |
| 5   | Rosemarie Schubert | Echipa Unificată a Germaniei | x       | 51,20 m | –       | 51,20 m    |
| 6   | Mihaela Peneș      | România                      | 43,00 m | x       | 51,19 m | 51,19 m    |
| 7   | Maria Diaconescu   | România                      | 51,12 m | –       | –       | 51,12 m    |
| 8   | Birutė Kalėdienė   | Uniunea Sovietică            | 49,70 m | 50,84 m | 48,87 m | 50,84 m    |
| 9   | Hiroko Satō        | Japonia                      | x       | 49,92 m | x       | 49,92 m    |
| 10  | Sue Platt          | Marea Britanie               | x       | 49,88 m | 48,72 m | 49,88 m    |
| 11  | Misako Katayama    | Japonia                      | 39,80 m | 46,11 m | 49,23 m | 49,23 m    |
| 12  | Michèle Demys      | Franța                       | 48,94 m | 48,67 m | x       | 48,94 m    |
| 13  | RaNae Bair         | Statele Unite ale Americii   | 46,70 m | 46,89 m | 46,04 m | 46,89 m    |
| 14  | Ingeborg Schwalbe  | Echipa Unificată a Germaniei | 45,55 m | 44,41 m | 39,47 m | 45,55 m    |
| 15  | Anna Pazera        | Australia                    | 41,58 m | 44,87 m | x       | 44,87 m    |
| 16  | Lee He-ja          | Coreea de Sud                | 33,24 m | 34,95 m | 29,05 m | 34,95 m    |

### Finala
| Loc | Atletă             | Țară                         | 1       | 2       | 3       | 4                        | 5                        | 6                        | Distanță |
| --- | ------------------ | ---------------------------- | ------- | ------- | ------- | ------------------------ | ------------------------ | ------------------------ | -------- |
| 1   | Mihaela Peneș      | România                      | 60,54 m | 52,76 m | x       | 50,72 m                  | 51,44 m                  | 53,77                    | 60,54 m  |
| 2   | Márta Rudas        | Ungaria                      | 53,21 m | 58,27 m | x       | 54,17 m                  | 50,24 m                  | x                        | 58,27 m  |
| 3   | Elena Gorceakova   | Uniunea Sovietică            | 56,43 m | 49,21 m | 53,10 m | 57,06 m                  | 55,23 m                  | x                        | 57,06 m  |
| 4   | Birutė Kalėdienė   | Uniunea Sovietică            | 53,79 m | x       | 54,13 m | 56,31 m                  | 54,68 m                  | x                        | 56,31 m  |
| 5   | Elvīra Ozoliņa     | Uniunea Sovietică            | 54,68 m | 54,81 m | x       | x                        | x                        | x                        | 54,81 m  |
| 6   | Maria Diaconescu   | România                      | x       | 53,71 m | 50,49 m | 51,21 m                  | 51,35 m                  | 52,00 m                  | 53,71 m  |
| 7   | Hiroko Satō        | Japonia                      | 47,28 m | 52,48 m | 49,18 m | Nu a avansat mai departe | Nu a avansat mai departe | Nu a avansat mai departe | 52,48 m  |
| 8   | Anneliese Gerhards | Echipa Unificată a Germaniei | 52,37 m | 46,79 m | 45,88 m | Nu a avansat mai departe | Nu a avansat mai departe | Nu a avansat mai departe | 52,37 m  |
| 9   | Sue Platt          | Marea Britanie               | 48,59 m | 48,00 m | 48,55 m | Nu a avansat mai departe | Nu a avansat mai departe | Nu a avansat mai departe | 48,59 m  |
| 10  | Michèle Demys      | Franța                       | 45,95 m | 47,14 m | 47,25 m | Nu a avansat mai departe | Nu a avansat mai departe | Nu a avansat mai departe | 47,25 m  |
| 11  | Misako Katayama    | Japonia                      | 45,16 m | 46,87 m | 42,37 m | Nu a avansat mai departe | Nu a avansat mai departe | Nu a avansat mai departe | 46,87 m  |
| 12  | Rosemarie Schubert | Echipa Unificată a Germaniei | x       | x       | 46,50 m | Nu a avansat mai departe | Nu a avansat mai departe | Nu a avansat mai departe | 46,50 m  |